# University of South Carolina
University of South Carolina (USC, SC eller blot Carolina) er et offentligt statsuniversitet i Columbia i staten South Carolina i USA. Universitetet har syv satellituniversiteter. 
Det historiske campus i centrum af Columbia ligger ikke langt fra South Carolina State House. 
Universitetet er anerkendt af Carnegie Foundation for sin forskning og har opnået en top-10-placering fra U.S. News & World Report for at være det "mest lovende og innovative" og har i årtier opnået anerkendelse hvert år for sine prestigefyldte bachelor- og kandidatprogrammer i international business.
Universitetet er også hjemsted for den største samling af litteratur af Robert Burns og af skotsk litteratur uden for Skotland og den største Ernest Hemingway-samling i verden.